# أرينج (كائن أسطوري)
أرينج (بالإنجليزية: Arrange)‏ هو كائن أو شخصية أسطورية في أسطورة الخلق الخاصة بأحد شعوب سكان أستراليا الأصليين وهم الأليوار [الإنجليزية] الذين يسكنون منطقة كارلو كارلو [الإنجليزية] في الإقليم الشمالي لأستراليا. ويُدعى أيضًا، الرجل الشيطان. أرينج مختص بصناعة طوق أو حزام الشعر، وهي أحزمة تقليدية لا يرتديها إلَّا الرجال المُساررون طالما هم في رحلة المساررة. أثناء ما كان يجدل الشعر أسقط بعض الشعر على الأرض فتحولت إلى صخور كارلو كارلو المعروفة اليوم.